# کین اوکیف
کین اوکیف (به انگلیسی: Kain O'Keeffe) (زاده ۲۲ اکتبر ۱۹۸۷) بازیگر استرالیایی است.
از کارهای معروف او می‌توان به بازی در فیلم‌های ۳۳ کارت پستال اشاره کرد.

## فیلم‌شناسی
فهرست برخی از فیلم‌ها و مجموعه‌های تلویزیونی که کین اوکیف در آن‌ها به ایفای نقش پرداخته‌است:
- همه قدیسین(۲۰۰۳)
- خانه و دوری(۲۰۱۰–۲۰۰۵)
- خارج از آبی(۲۰۰۸)
- ۳۳ کارت پستال(۲۰۱۱)
- همسایگان(۲۰۱۲)